# 겐츨레르비를리이 SK

겐츨레르비를리이 스포르 쿨뤼뷔(튀르키예어: Gençlerbirliği Spor Kulübü)는 튀르키예의 수도 앙카라를 연고로 하는 축구 클럽이다. 1923년에 창단된 겐츨레르비를리이는 앙카라 뤼즈가르(Ankara Rüzgârı, 앙카라의 바람)라는 별명을 지녔다. 클럽의 색깔은 검은색과 빨간색이다. 홈 경기장은 앙카라 19 마이으스 스타디움이다. 겐츨레르비를리이는 국내에서 1987년과 2001년에 걸쳐 총 두 차례 튀르키예 쿠파스를 우승하였다. 그들은 또한 오늘날에는 없어진 터키 축구 선수권대회(2회)와 앙카라 축구 리그(10회)를 우승하였다. 그들의 유럽 선수권 대회 최고 성적은 2004년 때이며, 그 해에 우승팀이였던 발렌시아에게 UEFA 컵 4라운드에서 탈락하였다.

## 라이벌
겐츨레르비를리이의 최대의 라이벌은 같은 도시를 연고로 하는 앙카라귀쥐이며, 두 팀간의 경기를 "수도 더비"라고 부른다.

## 역대 성적
- 터키 축구 선수권 대회:
  - 우승 (2): 1941, 1946
  - 준우승 (1): 1951
- 튀르키예 쿠파스:
  - 우승 (2): 1987, 2001
  - 준우승 (3): 2003, 2004, 2008
- 앙카라 축구 리그:
  - 우승 (10): 1929–30, 1930–31, 1931–32, 1932–33, 1934–35, 1939–40, 1940–41, 1945–46, 1949–50, 1950–51
  - 준우승 (7): 1925–26, 1926–27, 1928–1929, 1933–34, 1936–37, 1942–43, 1947–48

## 선수 명단

### 현역
참고: FIFA 자격 규정에 따라 소속된 국가대표팀 국기를 표시합니다. 선수는 복수의 FIFA 비회원국 국적을 가지고 있을 수 있습니다.
| 번호 | 포지션 | 국적 | 이름            |
| ---- | ------ | ---- | --------------- |
| 23   | DF     | 체코 | 마테이 하누세크 |

| 번호 | 포지션 | 국적 | 이름        |
| ---- | ------ | ---- | ----------- |
| 89   | FW     |      | 아미우통    |
| 99   | FW     |      | 레오 가우슈 |

## 역대 감독
| 감독              | 임기      |
| ----------------- | --------- |
| 트나즈 트르판     | 1983~1985 |
| 트나즈 트르판     | 1987~1988 |
| 발레리 네폼냐시   | 1992~1993 |
| 쿠르반 베르디예프 | 1993~1994 |
| 조르주 헤일런스   | 1995~1996 |
| 오우즈 체틴       | 2004      |
| 뷜렌트 코르크마즈 | 2007~2008 |
| 토마스 돌         | 2009~2010 |
| 위미트 외자트     | 2016~2017 |
| 위미트 외자트     | 2017~2018 |
| 시난 칼로글루     | 2024~     |

## 같이 보기
- 하제테페 SK